# Mikołaj Szarlejski
Mikołaj Szarlejski ze Ściborza herbu Ostoja (ur. ok. 1400, zm. 1457) – podstoli brzeskokujawski, kasztelan inowrocławski od 1438 r., starosta bydgoski od 1441 r., wojewoda inowrocławski 1457 r., starosta tucholski od 1454 r., wojewoda brzeskokujawski 1453–1457 r., starosta brodnicki, starosta gniewkowski, starosta człuchowski w 1454 roku i w latach 1455–1456, członek Związku Pruskiego. Z ramienia królowej Zofii Holszańskiej zarządzał również starostwem inowrocławskim i nieszawskim w latach 1435–1448.
Pochodził z rodu osiadłego na Kujawach i wywodzącego się ze wsi Ściborze pod Inowrocławiem. Jego ojcem był Mikołaj kasztelan bydgoski. Posiadał liczne dobra rodowe na Kujawach, udzielał pożyczek sąsiadom, kapitule gnieźnieńskiej, i przede wszystkim królowi pod zastaw wsi. W sumie pożyczył Władysławowi III Warneńczykowi 6 tys. florenów, przez co stał się największym wierzycielem monarchy. W zastaw otrzymał w 1441 r. starostwo bydgoskie i na rok starostwo brzeskie. Dzięki kumulacji dóbr kujawskich stał się ważną osobistością pogranicza polsko-krzyżackiego, występującą w otoczeniu monarchy. W 1440 r. udał się razem z Warneńczykiem na Węgry, gdzie pozostał do 1443 r.
Szarlejski stał na straży interesów politycznych Królestwa i gospodarczych podległych mu starostw. Troszczył się o wolną żeglugę na Wiśle i ostro występował przeciwko ograniczeniom handlowym ze strony zakonu. Sam ściśle przestrzegał zakazów handlu: konfiskował sól płynącą Wisłą z Prus, interweniował w Gdańsku, który ograniczał handel polskim zbożem, dbał o rozwój gospodarczy starostw, co było skorelowane ze wzrostem jego własnych dochodów. Starał się ograniczyć szlak handlowy Nakło – Tuchola na rzecz Inowrocław – Bydgoszcz, czynił zabiegi o odwołanie zakazu gdańskiego sprzedaży piwa bydgoskiego.
Szarlejski był mężem zaufania króla polskiego i jego oﬁcjalnym reprezentantem, miał więc prawo również dowodzić operacjami wojskowymi. 25 marca 1454 z Torunia wysłał on list wypowiedni do wielkiego mistrza, zaś następnego dnia wraz z zaciężnymi Związku Pruskiego wyruszył w kierunku znajdujących się w rękach krzyżackich Chojnic, mając jako zastępcę Janusza Kołudzkiego, chorążego inowrocławskiego. W dniu 18 września 1454 r. dowodził wraz z Łukaszem Górką w bitwie pod Chojnicami po której dostał się do niewoli krzyżackiej. Zwolniony 1455. W uznaniu zasług w 1455 r. powierzono mu zamek w Świeciu oraz inne dobra.
Jego siedzibą rodową był przypuszczalnie drewniany zamek w Szarleju wznoszący się na brzegu Jeziora Szarlejskiego, którego pozostałością jest już tylko kopiec z wałem ziemnym.
Zmarł w 1457 r., na kilka miesięcy przed śmiercią zrzekł się z posiadanych urzędów.

## Zachowane wzmianki pisane z okresu starostwa bydgoskiego
Szarlejski otrzymał starostwo bydgoskie 23 maja 1441 r. wraz z miastem Gniewkowem i wójtostwem. W praktyce objął je w 1443 r. po powrocie do kraju.
- 23 kwietnia 1446 r. – skierował z Bydgoszczy list do komtura toruńskiego, protestując przeciwko ograniczeniom handlowym i wynikającym z tego stratom mieszczan,
- 1446 r. – zatwierdził statut cechu zdunów-garncarzy,
- 25 lipca 1450 r. – wysłał z Bydgoszczy list gratulacyjny dla nowego wielkiego mistrza zakonu,
- luty i marzec 1453 r. – przebywał w Bydgoszczy,
- lipiec 1453 r. – przebywał w Gniewkowie,
- grudzień 1453 – styczeń 1454 r. – przebywał w Bydgoszczy,

Jego kapelanem był Mikołaj Oczko, który 14 września 1448 r. sporządził dokument erygujący szpital św. Ducha w Bydgoszczy. Rezydował on na zamku bydgoskim.